# Juan Carlos Pérez (béisbol)
Juan Carlos Pérez (Santiago, República Dominicana, 13 de noviembre de 1986) es un jardinero dominicano que pertenece a los Olmecas de Tabasco de la Liga Mexicana de Béisbol, y a las Águilas Cibaeñas en la LIDOM. Anteriormente jugó en las Grandes Ligas para los San Francisco Giants con los cuales ganó la Serie Mundial en 2014.

## Carrera profesional
Pérez asistió a DeWitt Clinton High School en la ciudad de Nueva York , y después de no ser seleccionado en el draft de las Grandes Ligas , asistió a Western Oklahoma State College.

### San Francisco Giants
Los Gigantes seleccionaron a Pérez en la decimotercera ronda del draft de la MLB de 2008 . Los Gigantes agregaron a Pérez a su lista de 40 hombres después de la temporada 2012. Hizo su debut en la MLB con los Giants el 9 de junio de 2013 en un juego contra los Diamondbacks de Arizona.
Pérez jugó en seis juegos y recibió 14 turnos al bate durante la Serie Mundial 2014. Fue elegido para comenzar el Juego 7 en el jardín izquierdo sobre el primera base recién convertido Travis Ishikawa, debido a su superior defensa. En ese juego, Pérez hizo una atrapada impresionante cerca de la línea de falta en la quinta entrada para robarle un doble a Norichika Aoki. La atrapada conservó una ventaja de 3-2 y los Giants finalmente ganaron el juego y la Serie Mundial.
En 2015, Pérez jugó en 22 juegos, cortando (.282 / .300 / .359) sin jonrones y 2 carreras impulsadas. El 6 de noviembre de 2015, fue eliminado de la lista de 40 hombres y se convirtió en agente libre.
Después de la temporada 2015, fue seleccionado para la lista del equipo nacional de béisbol de República Dominicana en el WBSC Premier 12 de 2015.

### Chicago Cubs
El 21 de diciembre de 2015, Pérez firmó un contrato de ligas menores con los Cachorros de Chicago. Pasó el 2016 con los Iowa Cubs, donde bateó para (.276) con 9 jonrones y 57 carreras impulsadas.

### Detroit Tigers
El 14 de diciembre de 2016, Pérez firmó un contrato de ligas menores con los Tigres de Detroit que incluía una invitación a los entrenamientos de primavera. Fue puesto en libertad el 8 de agosto de 2017.

### Acereros de Monclova
El 23 de abril de 2018 Pérez firmó con los Acereros de Monclova de la Liga Mexicana de Béisbol. Fue puesto en libertad el 4 de mayo de 2018. Pérez volvió a firmar con el equipo el 27 de julio de 2018.

### Rieleros de Aguascalientes
El 16 de julio de 2019, Pérez fue traspasado a los Rieleros de Aguascalientes de la Liga Mexicana . Quedó en libertad el 24 de enero de 2020.
Luego de la temporada 2020, jugó en el Águilas Cibaeñas de la Liga Dominicana de Béisbol Profesional (LIDOM). También jugó para República Dominicana en la Serie del Caribe 2021.

### Olmecas de Tabasco
El 20 de abril de 2021, Pérez firmó con los High Point Rockers de la Liga Atlántica de Béisbol Profesional. Sin embargo, antes de la temporada de la ALPB el 15 de mayo, su contrato fue comprado por los Olmecas de Tabasco de la Liga Mexicana.